# هدر (محترم آباد)
هدر (محترم آباد)، روستایی در دهستان محترم‌آباد بخش کتیج شهرستان فنوج در استان سیستان و بلوچستان ایران است.
این روستا در ۱ کیلومتری جنوب غربی محترم‌آباد قرار دارد.

## جمعیت
این روستا در دهستان محترم‌آباد قرار دارد و بر اساس سرشماری نفوس و مسکن در سال ۱۳۹۵ جمعیت این روستا زیر ۳ خانوار بوده است.